# Стюарт Парнабі
Стюарт Парнабі (англ. Stuart Parnaby, нар. 19 липня 1982, Дарем, Англія) — англійський футболіст, що грав на позиції захисника. Виступав за молодіжну збірну Англії.
Володар Кубка англійської ліги.

## Клубна кар'єра
Вихованець футбольної школи клубу «Мідлсбро». Дорослу футбольну кар'єру розпочав 2000 року в основній команді того ж клубу, в якій один сезон.
Протягом 2000 року на правах оренди захищав кольори команди клубу «Галіфакс Таун».
Своєю грою за останню команду знову привернув увагу представників тренерського штабу клубу «Мідлсбро», до складу якого повернувся 2000 року. Цього разу відіграв за клуб з Мідлсбро наступні сім сезонів своєї ігрової кар'єри.
2007 року уклав контракт з клубом «Бірмінгем Сіті», у складі якого провів наступні п'ять років своєї кар'єри гравця.
Протягом 2012—2014 років знову захищав кольори команди клубу «Мідлсбро».
Завершив професійну ігрову кар'єру у клубі «Гартлпул Юнайтед», за команду якого виступав протягом 2014—2015 років.

## Виступи за збірну
Протягом 2002—2003 років залучався до складу молодіжної збірної Англії. На молодіжному рівні зіграв у чотирьох офіційних матчах.

## Досягнення
- Володар Кубка Футбольної ліги (2):

«Мідлсбро»: 2003-04
«Бірмінгем Сіті»: 2010-11